# لوسی دیکسون
لوسی جین دیکسون (زاده ۹ اوت ۱۹۸۹) یک هنرپیشه انگلیسی است که بیشتر به خاطر نقش‌هایش به عنوان دانیل هارکر در سریال درام مدرسه‌ای بی‌بی‌سی وان و تیلی ایوانز در سریال تلویزیونی هالیوکس در شبکه ۴ شناخته می‌شود.
دیکسون اهل جی کراس، هاید است و در مصاحبه ای با منچستر ایونینگ نیوز توضیح داد که چگونه بازیگری را از سنین پایین دوست داشت.

## فیلم‌شناسی
| سال       | عنوان                      | نقش             | یادداشت                 |
| --------- | -------------------------- | --------------- | ----------------------- |
| ۲۰۰۷–۲۰۱۰ | جاده واترلو                | دانیل هارکر     | نقش منظم؛ ۵۳ قسمت       |
| ۲۰۰۹      | پزشکان                     | لیان تیلور      | قسمت: "بی گناهی"        |
| ۲۰۱۱      | جاده واترلو دوباره متحد شد | دانیل هارکر     | هر ۶ وب سایت            |
| ۲۰۱۱–۲۰۱۴ | هالیوکس                    | تیلی ایوانز     | نقش منظم؛ ۱۴۴ قسمت      |
| ۲۰۱۴      | اسکات و بیلی               | کلویی مایکلز    | اپیزود: «یک موضوع رتبه» |
| ۲۰۱۵      | سانحه، کشته                | کلویی ویلکینسون | قسمت: «بیگانه»          |
| ۲۰۱۶      | پرندگان از پر              | اما             | قسمت: «عشق رها شده»     |
| ۲۰۲۰      | پزشکان                     | جن تیلور        | اپیزود: گره گشایی       |
| ۲۰۲۱      | خیابان تاج گذاری           | دانیال          | ۵ قسمت                  |